# Zindaggi Rocks
Zindaggi Rocks (tłumaczenie: „Życie górą”. angielski tytuł: „Zindaggi Rocks – Celebration of life”) – indyjski dramat miłosny i rodzinny wyreżyserowany w 2006 roku przez Tanuja Chandra, reżyserkę Dushman i scenarzystkę Dil To Pagal Hai. W rolach głównych Sushmita Sen i Shiney Ahuja.

## Fabuła
Wycofany z życia zabijający pracą smutek samotności lekarz Suraj Rehan (Shiney Ahuja) spotyka pewnego razu pełną życia piosenkarkę Kriyę Sengupta (Sushmita Sen). Rozumieją się w pół słowa i bezpośrednia Kriya wkrótce wyznaje mu miłość. To wyznanie odkrywa przed nią tajemnicę smutku Suraja. Od pięciu lat jego żona leży w śpiączce troskliwie pielęgnowana przez niego i swoją matkę. Przekonywany przez przyjaciół i krewnych Suraj odważa się rozpocząć z Kriyą nowe życie. Obecność radosnej Kriyi jest dla niego podwójnym prezentem. Razem z nią zyskuje rodzinę przywiązując się do jej surowej matki (Moushumi Chatterjee), trochę szalonej ciotki i 12-letniego adoptowanego syna Dhruva (Julian Burkhardt). Wkrótce okazuje się, że choroba żony nie była jedyną próbą, której musi sprostać w życiu Suraj.

## Obsada
| Aktor/Aktorka       | Rola                | Uwagi         |
| ------------------- | ------------------- | ------------- |
| Sushmita Sen        | Kriya               |               |
| Shiney Ahuja        | Dr. Suraj Rihan     |               |
| Moushumi Chatterjee | matka Kriyi / Mausi | podwójna rola |
| Kim Sharma          | Joy                 |               |
| Seema Biswas        | policjantka         |               |
| Ravi Gosain         | Sam                 |               |

## Piosenki
Muzykę do filmu stworzył Anu Malik.
1. Meri Dhoop Hai Tu
2. Meri Dhoop Hai Tu (Remix)
3. Rabbi
4. Zindaggi Rocks
5. Ek Din Fursat
6. Rabbi (Remix)
7. Humko Chhoone Paas Aayiye
8. Hadh Ko Adab Ko